# Френкель Ірина Володимирівна
Ірина Володимирівна Френкель (нар. 25 квітня 1969) — українська артистка, громадський діяч, експерт з питань культурної політики, автор програми "Малі міста - великі враження", продюсер Міжнародних фестивалів OperaFest Tulchyn і Vinnytsia Jazzfest, Заслужена артистка України.
Народилася у місті Северодвинську Архангельської області в сім'ї фізика-ядерника. Закінчила Ордена Леніна Петрозаводську філію Ленінградської консерваторії імені Миколи Римського-Корсакова за спеціальностями: соліст, артист оркестру, викладач класу скрипки.
У 2000-х роках працювала у Вінницькій філармонії, була керівником мистецького проекту «Барви музики ХХ сторіччя. Авангард. Класика. Джаз» Згодом займалася також продюсуванням фестивалю Vinnytsia JAZZFEST
У 1997 році (у віці 27 років) здобула почесне звання — заслужена артистка України.
У 2010-х роках працювала на посаді директора Управління культури Вінницької міської ради; станом на 2017 є радницею міністра культури і координатором сектору культури Офісу секторної децентралізації. Працювала, зокрема, над «стратегією сталої громади», питаннями реформи початкової мистецької освіти тощо.
За інформацією сайту Прозоро І. Френкель має ФОП і надає послуги у сфері питань культурної політики
З 2018 очолює Український центр культурних досліджень. Як директор УЦКД займалась програмою "Малі міста - великі враження", проте окремі проекти стали предметом корупційних розслідувань